# Unione Sportiva Casertana 1941-1942
Questa voce raccoglie le informazioni riguardanti l'Unione Sportiva Casertana nelle competizioni ufficiali della stagione 1941-1942.

## Rosa
| N. |                   | Ruolo | Calciatore          |
| -- | ----------------- | ----- | ------------------- |
|    | Italia (bandiera) | D     | Giovanni Busti      |
|    | Italia (bandiera) | P     | Orlando Canonico    |
|    | Italia (bandiera) | A     | Emilio Cantarelli   |
|    | Italia (bandiera) | C     | Mario Cecchi        |
|    | Italia (bandiera) | P     | J. Cermelli         |
|    | Italia (bandiera) | C     | Augusto Cocozza     |
|    | Italia (bandiera) | A     | Umberto Dell'Aquila |
|    | Italia (bandiera) | D     | Mario Fusco         |

| N. |                   | Ruolo | Calciatore          |
| -- | ----------------- | ----- | ------------------- |
|    | Italia (bandiera) | D     | A. Marini           |
|    | Italia (bandiera) | D     | Luigi Procara       |
|    | Italia (bandiera) | D     | Vittorio Soderini   |
|    | Italia (bandiera) | C     | Aldo Spiritigliozzi |
|    | Italia (bandiera) | C     | Ugo Starace         |
|    | Italia (bandiera) | A     | Alessandro Torraca  |
|    | Italia (bandiera) | C     | Luigi Vetrò         |